# Thibaut Pinot
Thibaut Pinot (ur. 29 maja 1990 w Lure) – francuski kolarz szosowy.

## Osiągnięcia
Opracowano na podstawie:

2009
- 1. miejsce na 3. etapie Tour des Pays de Savoie
- 1. miejsce w Giro Ciclistico della Valle d’Aosta Mont Blanc

2010
- 1. miejsce w klasyfikacji górskiej Tour de Romandie

2011
- 3. miejsce w Presidential Cycling Tour of Turkey
- 2. miejsce w Rhône-Alpes Isère Tour
- 1. miejsce w Tour Alsace
  - 1. miejsce na 5. etapie
- 1. miejsce na 3. i 5. etapie Tour de l’Ain
- 3. miejsce w Tre Valli Varesine
- 1. miejsce w Settimana Ciclistica Lombarda
  - 1. miejsce na 1. etapie

2012
- 10. miejsce w Tour de France
  - 1. miejsce na 8. etapie
- 1. miejsce na 5. etapie Tour de l’Ain

2013
- 7. miejsce w Vuelta a España

2014
- 1. miejsce w klasyfikacji młodzieżowej Bayern Rundfahrt
- 3. miejsce w Tour de France
  - 1. miejsce w klasyfikacji młodzieżowej
- 1. miejsce w klasyfikacji młodzieżowej Tour du Gévaudan Occitanie

2015
- 2. miejsce w Critérium International
  - 1. miejsce w klasyfikacji młodzieżowej
- 1. miejsce w klasyfikacji młodzieżowej Tour de Romandie
  - 1. miejsce na 5. etapie
- 1. miejsce na 5. etapie Tour de Suisse
- 1. miejsce na 20. etapie Tour de France
- 3. miejsce w Giro di Lombardia
- 1. miejsce w Tour du Gévaudan Occitanie
  - 1. miejsce w klasyfikacji punktowej
  - 1. miejsce na 1. etapie

2016
- 2. miejsce w Grand Prix Cycliste La Marseillaise
- 3. miejsce w Étoile de Bessèges
- 1. miejsce w Critérium International
  - 1. miejsce w klasyfikacji punktowej
  - 1. miejsce na 2. i 3. etapie
- 2. miejsce w Tour de Romandie
  - 1. miejsce na 3. etapie
- 1. miejsce na 6. etapie Critérium du Dauphiné
- 1. miejsce w mistrzostwach Francji (jazda indywidualna na czas)

2017
- 3. miejsce w Vuelta a Andalucía
  - 1. miejsce na 2. etapie
- 3. miejsce w Tirreno-Adriático
- 2. miejsce w Tour of the Alps
  - 1. miejsce na 5. etapie
- 4. miejsce w Giro d’Italia
  - 1. miejsce na 20. etapie
- 1. miejsce w Tour de l’Ain
  - 1. miejsce w klasyfikacji górskiej
- 2. miejsce w Tre Valli Varesine

2018
- 1. miejsce w Tour of the Alps
- 3. miejsce w Tour de Pologne
- 6. miejsce w Vuelta a España
  - 1. miejsce na 15. i 19. etapie
- 2. miejsce w Tre Valli Varesine
- 1. miejsce w Mediolan-Turyn
- 1. miejsce w Giro di Lombardia

2019
- 1. miejsce w Tour du Haut-Var
  - 1. miejsce w klasyfikacji punktowej
  - 1. miejsce na 3. etapie
- 1. miejsce w Tour de l’Ain
  - 1. miejsce w klasyfikacji górskiej
  - 1. miejsce w klasyfikacji punktowej
  - 1. miejsce na 3. etapie
- 1. miejsce na 14. etapie Tour de France

2020
- 2. miejsce w Critérium du Dauphiné

2022
- 1. miejsce w klasyfikacji sprinterskiej Tour of the Alps
  - 1. miejsce na 5. etapie
- 1. miejsce na 7. etapie Tour de Suisse

2023
- 2. miejsce w Tour du Jura
- 2. miejsce w Tour du Doubs
- 5. miejsce w Giro d’Italia
  - 1. miejsce w klasyfikacji górskiej

## Rankingi
| Rok                | 2009 | 2010 | 2011 | 2012 | 2013 | 2014 | 2015 | 2016 | 2017 | 2018 | 2019 | 2020 | 2021 | 2022 | 2023 |
| ------------------ | ---- | ---- | ---- | ---- | ---- | ---- | ---- | ---- | ---- | ---- | ---- | ---- | ---- | ---- | ---- |
| UCI World Calendar | -    | 234. |      |      |      |      |      |      |      |      |      |      |      |      |      |
| UCI World Tour     |      |      |      | 62.  | 33.  | 32.  | 10.  | 17.  | 22.  | 17.  |      |      |      |      |      |
| World Ranking      |      |      |      |      |      |      |      | 25.  | 14.  | 13.  | 55.  | 44.  | 243. | 161. | 21.  |
| UCI Europe Tour    | 261. |      | 11.  |      |      |      |      | 32.  | 7.   | 8.   | 43.  | 34.  | 207. | 132. | 20.  |
|                    |      |      |      |      |      |      |      |      |      |      |      |      |      |      |      |
| Źródło: UCI        |      |      |      |      |      |      |      |      |      |      |      |      |      |      |      |